# Kaare Knudsen
Kaare Knudsen, född 17 april 1895 i Skien, död 14 november 1973, var en norsk skådespelare.
Knudsen filmdebuterade 1917 i Peter Lykke-Seests stumfilm Unge hjerter, där han spelade rollen som löjtnant Wang. Debuten följdes av En vinternat (1917), Sju dagar för Elisabeth (1927), Det stora barndopet (1931) och Den farlige leken (1942). Han var även aktiv teaterskådespelare vid Det Nye Teater 1931–1942.

## Filmografi
- 1917 – Unge hjerter
- 1917 – En vinternat
- 1927 – Sju dagar för Elisabeth
- 1931 – Det stora barndopet
- 1942 – Den farlige leken